# 電位差滴定
電位差滴定（でんいさてきてい）とは、1対またはそれ以上の電極を溶液に浸し、滴定によって目的化合物の濃度を変化させながら電極の電位差を測定することによって、濃度（正しくは活量）に関する情報を得る分析手法である。目的化合物に応答する種々の電極を使い分ける。例えば金属イオン濃度に応答する各種金属電極が用いられるほか、膜内外の濃淡を電位に変換する膜電極（ガラス電極も膜電極の一種であると考え得る）、電界効果トランジスタを用いて情報を電位差として取り出す場合も広義に電位差測定法と言える。
電極で生じる電位は目的化合物の酸化還元電位であり、その値はネルンスト式に則る。すなわち、
E = E°+ RT/(nF)ln a
である。ここで、E°は標準状態におけるその粒子の酸化還元電位（還元電位）、R は気体定数、T は絶対温度、F はファラデー定数、n はその粒子の電荷、a はその粒子の溶液中における活量である。
電位差は溶液に浸した両方の電極で発生するため、目的とする電極（半電池）の電位を測定するためには、対になる電極の電位を知っておかなければならない。最終的に得られる電位差は、対の電極に生じる電位の差である。この電極を参照電極と呼ぶ。参照電極としては、塩橋または難溶性金属塩電極が用いられることが一般的である。